# Hiperlink

Hyperlink către Wikipedia: Exemplu de hiperlink, unde se vede cum pointerul mausului ("palma") a fost adus și situat peste destinația "Wikipedia"

Un hiperlink (în engleză hyperlink), sau mai scurt un link, este o referință, legătură, element de navigație într-un document electronic către alte părți ale aceluiași document, alte documente sau secțiuni din alte documente, spre care un utilizator este trimis atunci când accesează elementul de navigație. Mai tehnic exprimat, un hiperlink este o referință într-un hipertext, care funcțional dă posibilitatea executării unui salt către alt document  electronic  (alt hypertext) sau către o altă poziție a respectivului document (hipertext). Dacă hiperlinkul este executat, atunci este apelată și conectată direct ținta (destinația) referinței. În general, termenul hiperlink se referă (hyper) la rețeaua informatică mondială, unde linkurile (hiperlink) sunt componente de bază. Trebuie înțeles că saltul la destinația dorită în referință se execută electronic, deci referința este electronic prelucrată. Un link este asemănător cu referințele și citările folosite în literatură, cu diferența că destinația hiperlinkului se poate accesa automat și instantaneu, printr-un singur clic cu mausul.
Termenul hiperlink a apărut în anii 1964-1965, fiind lansat de americanul Ted Nelson, în cadrul proiectului său intitulat “Project Xanadu”. Cuvântul englez corespunzător se scrie cu y: hyperlink.
Hiperlinkurile fac parte din elementele de bază ale World Wide Web-ului, dar nu se limitează la HTML sau Internet. Linkurile se pot folosi în aproape orice document în format electronic.

## Tipuri de hiperlinkuri
- Linkuri integrate în text:

Aceste linkuri sunt cele mai frecvente pe Internet. De exemplu, ultimul cuvânt din această propoziție este un link încorporat în text. Pentru a fi trimis spre informația sau conținutul dorit, utilizatorul trebuie să selecteze linkul respectiv (de obicei printr-un singur clic, direct pe ancora linkului).
- Harta de imagini:

O hartă de imagini (în engleză image map) este o arie de pe ecran care acoperă un element grafic sau o porțiune din aceasta. Marginile hărții de imagini pot fi vizibile sau și invizibile.
- Linkuri de accesare de tip „hardware”:

Acest tip de linkuri poate fi accesat de o unitate hardware cum ar fi: maus, tastatură, microfon, etc.

## Cum funcționează hiperlinkurile din codulHTML?
Un link are două elemente: o ancoră și o destinație. Linkul pornește de la ancoră (care poate fi un text de obicei scurt, un buton web sau o imagine grafică), trimițând utilizatorul la o destinație predefinită în cod. Cel mai comun tip de hiperlink folosit este URL-ul (prescurtarea din engleză a Uniform Resource Locator) sau URI-ul (Uniform Resource Identifier). Acesta se referă la un site web, o pagină dintr-un site sau chiar o anumită poziție pe o pagină.

## Cum funcționează hiperlinkurile în browsere?
Un browser web (de ex. Internet Explorer) afișează un link fie subliniat, fie cu o altă culoare și/sau stil. Aceste afișaje se pot crea, modifica, șterge prin intermediul limbajului Cascading Style Sheets, prescurtat CSS. 
Codul HTML conține unul sau toate cele cinci atribute ale unui link:
- destinația linkului ("href" face trimitere către un URL)
- textul ancorei
- titlul linkului
- comportamentul linkului
- clasa sau id-ul linkului

Folosire: pentru a insera un link într-o pagină se poate folosi următoarea formulă:
<a href="URL" title="titlu" target="comportament" class="clasa"> textul linkului </a>
Exemplu: <a href="http://www.wikipedia.org"> Wikipedia </a>
În exemplul de mai sus textul Wikipedia se adaugă la textul paginii și în același timp el devine un text activ (un hiperlink); dacă se „apasă” pe el cu mausul, browserul sare la destinația specificată și afișează pagina cu adresa prevăzută http://www.wikipedia.org.